# Comuna de Rościszewo
Rościszewo (polaco: Gmina Rościszewo) é uma gminy (comuna) na Polónia, na voivodia de Mazóvia e no condado de Sierpecki. A sede do condado é a cidade de Rościszewo.
De acordo com os censos de 2007, a comuna tem 4405 habitantes, com uma densidade 37,2 hab/km².

## Área
Estende-se por uma área de 115,08 km², incluindo:
- área agricola: 81%
- área florestal: 11%

## Demografia
Dados de 30 de Junho 2004:
|                      | Total   | Total | Mulheres | Mulheres | Homens  | Homens |
| -------------------- | ------- | ----- | -------- | -------- | ------- | ------ |
|                      | pessoas | %     | pessoas  | %        | pessoas | %      |
| População            | 4282    | 100   | 2143     | 50       | 2139    | 50     |
| Densidade (pop./km²) | 37,2    | 100   | 18,6     | 18,6     | 18,6    | 18,6   |

De acordo com dados de 2002, o rendimento médio per capita ascendia a 1252,96 zł.

## Subdivisões
- Babiec Piaseczny, Babiec Rżały, Babiec-Więczanki, Borowo, Bryski, Komorowo, Kownatka, Kuski, Lipniki, Łukomie, Łukomie-Kolonia, Nowe Rościszewo, Nowy Zamość, Ostrów, Pianki, Polik, Puszcza, Rościszewo, Rumunki-Chwały, Rzeszotary-Chwały, Rzeszotary-Gortaty, Rzeszotary-Pszczele, Rzeszotary-Stara Wieś, Rzeszotary-Zawady, Stopin, Śniedzanowo, Topiąca, Września, Zamość.

## Comunas vizinhas
- Bieżuń, Lutocin, Sierpc, Sierpc, Skrwilno, Szczutowo, Zawidz